# Liebherr-Hausgeräte
Die Liebherr-Hausgeräte GmbH mit Sitz im schwäbischen Ochsenhausen (Liebherr HAU) ist seit 1954 ein Teil der Liebherr-Unternehmensgruppe. An momentan sechs Standorten werden Kühl- und Gefriergeräte hergestellt und entwickelt.

## Geschichte
1953 wurde der Firmengründer Hans Liebherr vom Filialleiter seiner Hausbank gefragt, ob er an einem in Konkurs gegangenen Kühlschrankwerk interessiert wäre. Er besichtigte das Werk und informierte sich über Fertigungspreise und die Preise der wichtigsten Zulieferungen und verglich sie mit den damals handelsüblichen Preisen für Kühlschränke. Er entschied sich jedoch gegen den Erwerb des insolventen Unternehmens und baute dafür ein eigenes Werk in Ochsenhausen. 1954 entwickelte er den ersten Liebherr-Kühlschrank, der ein Jahr später in die Serienproduktion ging. In den Anfangsjahren wurden ebenfalls Ölöfen und Waschmaschinen produziert.
Im Stammwerk Ochsenhausen werden auf einer Fläche von 310.000 m², davon 130.000 m² überdachte Hallenfläche, 827.000 Kältegeräte in verschiedenen Größen und Ausstattungen für private und kommerzielle Abnehmer pro Jahr produziert und entwickelt. Besonderer Wert wird auf die Energieeffizienz der Apparate gelegt. Alle Kunststoffe der Geräte sind recyclebar. Die Exportquote für die im mittleren und hohen Preissegment liegenden Geräte lag 2014 bei 43 Prozent. Die Ausbildungsquote innerhalb der 1889 Vollzeitmitarbeiter lag bei 3,3 Prozent. 63 Auszubildende gingen an die Berufsschule oder absolvierten ein Duales Studium.
In den 1980er Jahren hatte Liebherr unter seinem Geschäftsführer, dem Diplomingenieur Anton Harsch (1923–2019) für die Markteinführung in Asien eine Kooperation mit der chinesischen Qingdao Refrigerator Co., dem heutigen Haier. 1987 wurde bei Liebherr die komfortable NoFrost-Technologie für Kühlschränke entwickelt.
Im Mai 2016 wurde mit dem Bau einer Produktionsstätte in Aurangabad im indischen Bundesstaat Maharastra begonnen. Die Eröffnung fand am 8. Mai 2018 statt. Auf einer Fläche von rund 35.000 m² sollen jährlich ca. 500.000 Geräte speziell für Indien und die angrenzenden Länder von ca. 1000 Beschäftigten produziert werden.

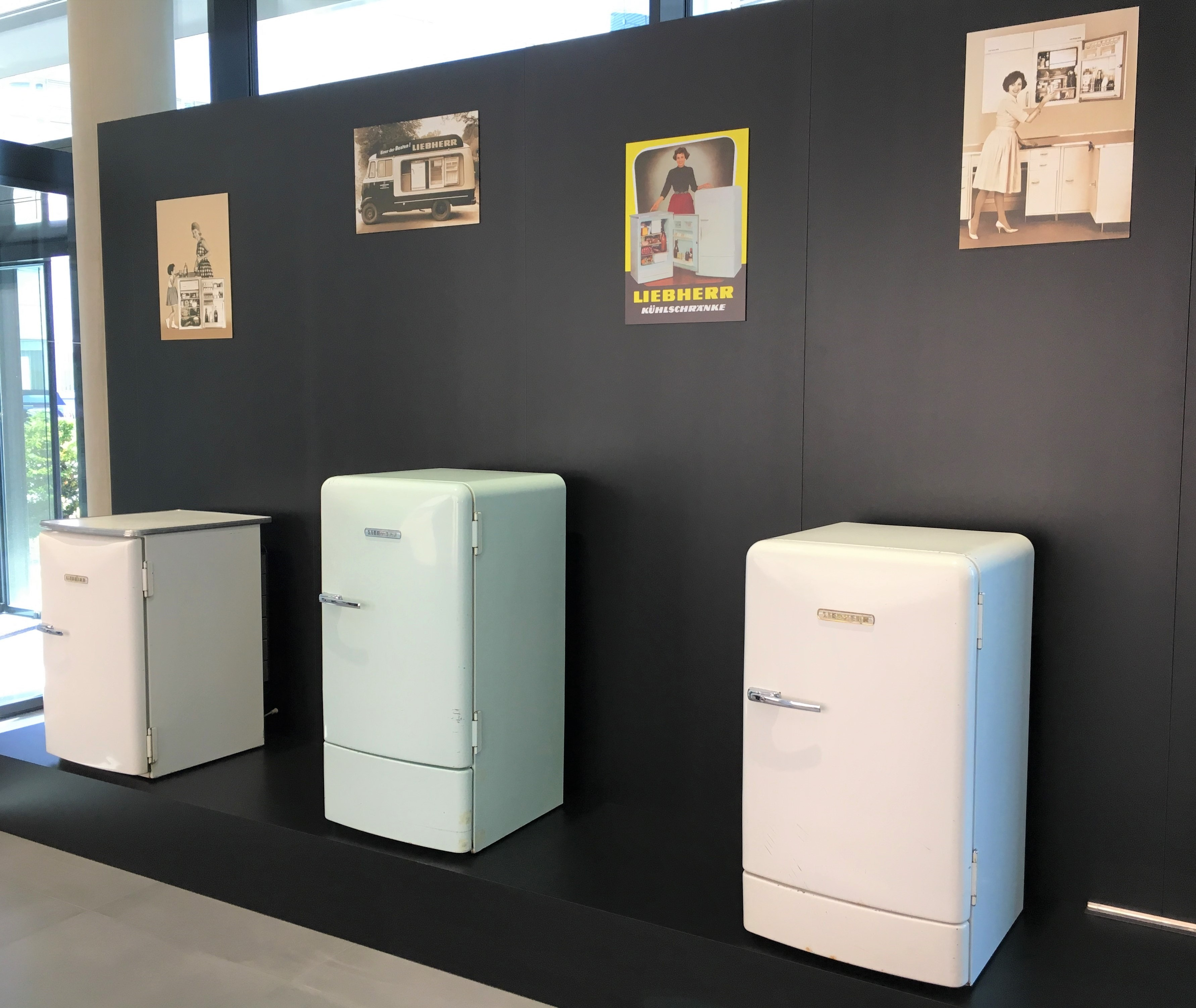
Historische Liebherr-Kühlgeräte

An den folgenden, rechtlich selbständigen Standorten produziert Liebherr HAU Kältegeräte:
- Liebherr Hausgeräte Ochsenhausen GmbH, Deutschland, seit 1954, ca. 2000 Beschäftigte (Kühl- und Gefriergeräte für den privaten Gebrauch, Einbaugeräte)[11]
- Liebherr Hausgeräte Lienz GmbH, Österreich, seit 1980, ca. 1340 Mitarbeiter (Haushalts- und Gewerbegeräte)[12]
- Liebherr Hausgeräte Marica EOOD, Radinovo, Bulgarien, seit 2000, ca. 2020 Mitarbeiter (Tischgeräte und Kombinationen aus dem Einstiegssegment)[13]
- Liebherr Appliances Kluang SDN. BHD, Malaysia, seit 2007, ca. 290 Mitarbeiter (gewerbliche Geräte)[14]
- Liebherr Appliances India Pvt Ltd., Indien, seit 2018, ca. 250 Mitarbeiter (Kältegeräte für den indischen Markt)[15][16]

2020 eröffnete Liebherr für die Bereiche Vertrieb, Kundendienst und Digitalisierung einen neuen Standort in Ulm.

## Literatur

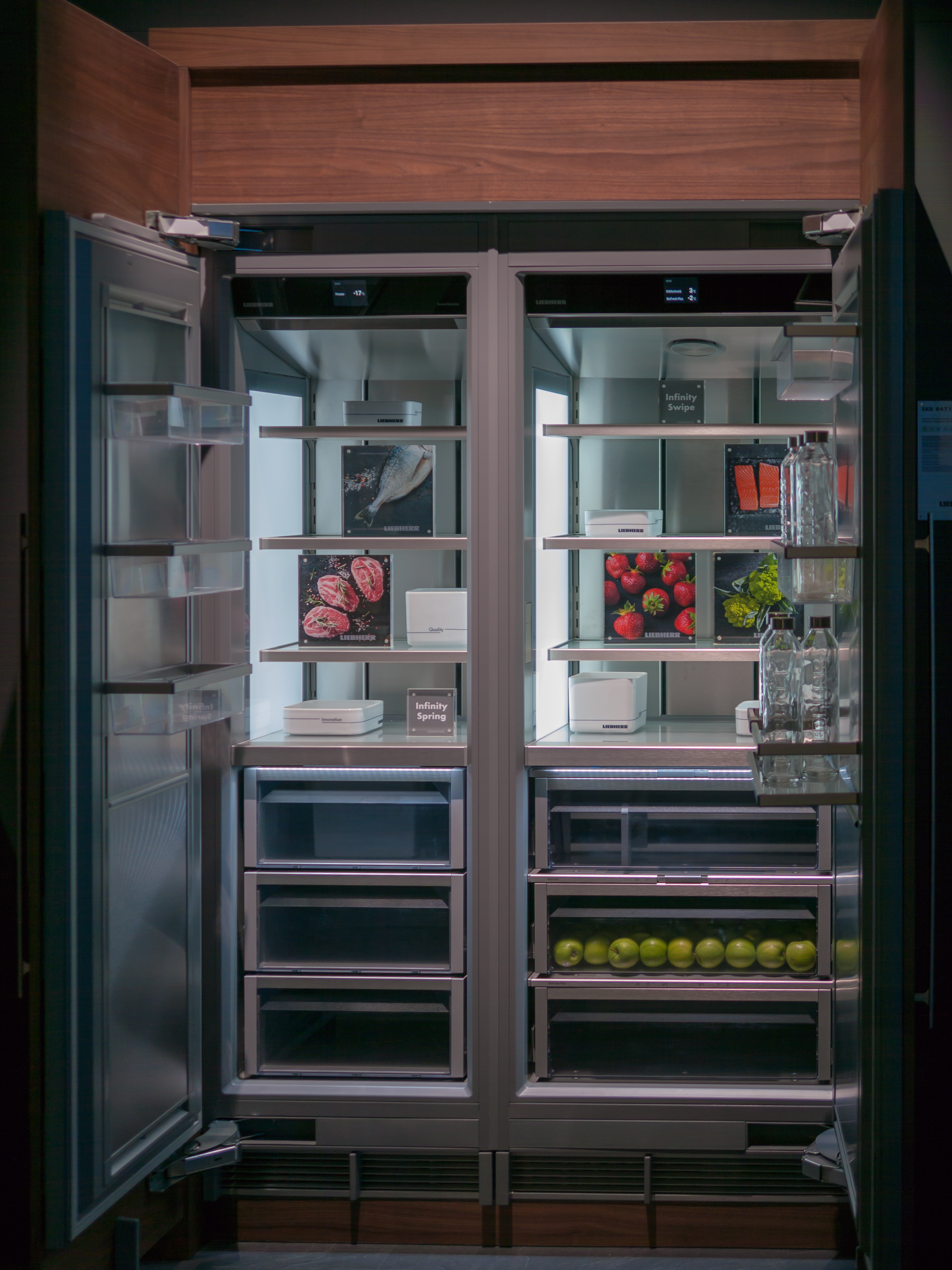
Doppeltür-Haushaltskühlschrank von Liebherr

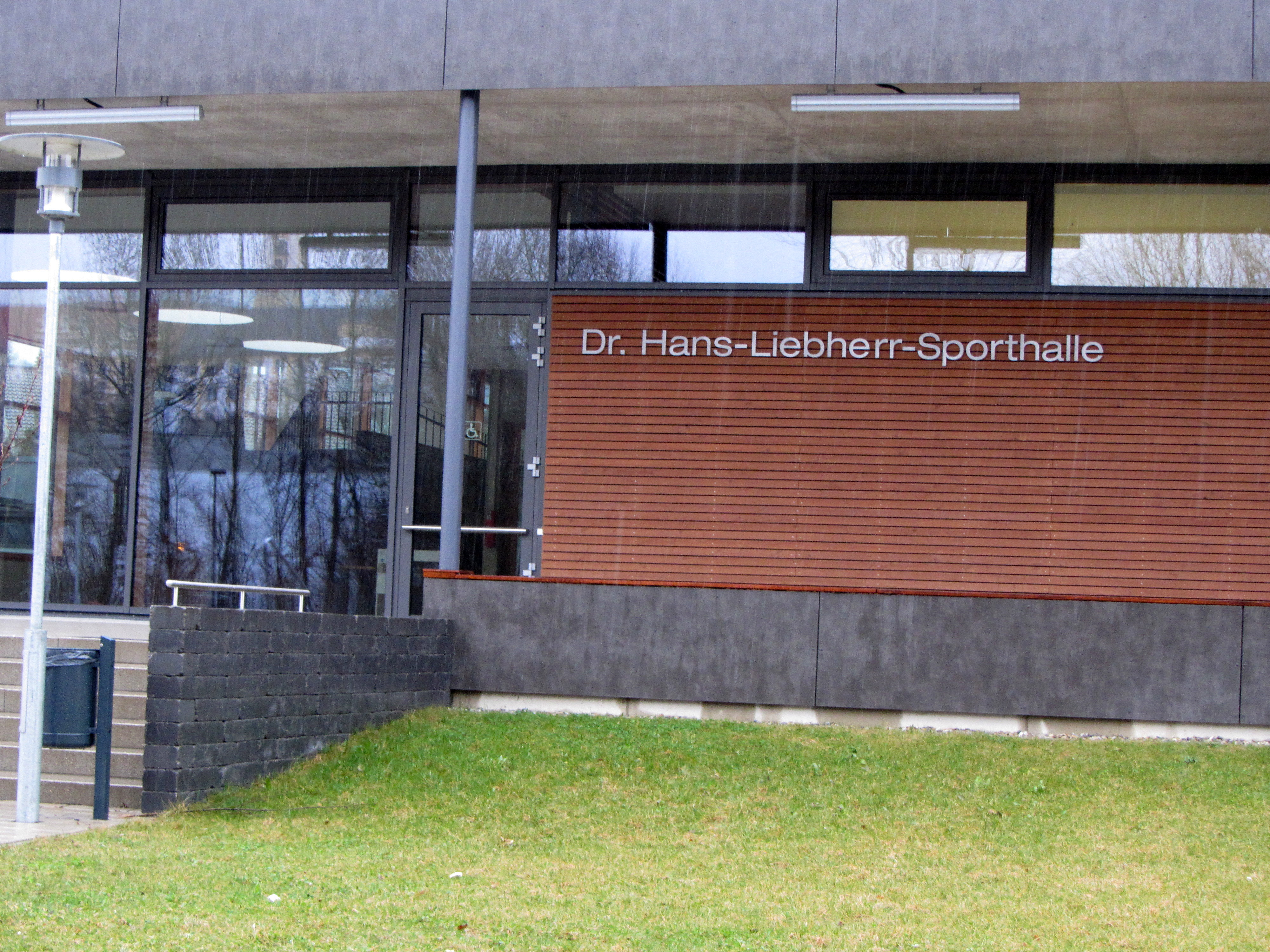
Dr. Hans-Liebherr-Sporthalle Ochsenhausen 2012